# Paulina Węglarz
Paulina Węglarz, z domu Rainczuk (ur. 1 października 1981) – polska judoczka.
Była zawodniczka klubów: GKS Czarni Bytom (1996-2009), KS AZS AWFiS Gdańsk (2000-2008), TS Wisła Kraków (2010). Czterokrotna medalistka zawodów pucharu świata (Warszawa 2001 - brąz, Leonding 2001 - srebro, Tallin 2006 - brąz, Praga 2007 - srebro). Mistrzyni Europy juniorek 2000. Dwukrotna mistrzyni Polski seniorek (2005, 2007), czterokrotna wicemistrzyni (2001, 2003, 2006, 2008) oraz pięciokrotna brązowa medalistka (2000, 2002, 2004, 2009, 2010). Ponadto m.in. dwukrotna młodzieżowa mistrzyni Polski (2002, 2003) oraz dwukrotna mistrzyni Polski juniorów (2000, 2002). Siostra judoczek: Beaty, Magdaleny i Weroniki. Żona judoki Krzysztofa Węglarza.